# Flörsheim-Dalsheim
Flörsheim-Dalsheim är en kommun i Landkreis Alzey-Worms i förbundslandet Rheinland-Pfalz i Tyskland. Kommunen bildades den 7 juni 1969 genom en sammanslagning av kommunerna Dalsheim och Nieder-Flörsheim.
Kommunen ingår i kommunalförbundet Verbandsgemeinde Monsheim tillsammans med ytterligare sex kommuner.